# HD 2638 b
HD 2638 bは、HD 2638の周囲を公転する太陽系外惑星である。典型的な「ホットジュピター」で、主星に非常に近い軌道を公転する。主星からの距離は地球と太陽の間の距離の20分の1以下であり、公転周期は約3.5日である。